# The 1st Chapter
The 1st Chapter is het debuutalbum van de Noorse metalband Circus Maximus, uitgebracht in 2005 door Frontiers Records.

## Track listing
1. "Sin" – 5:53
2. "Alive" – 5:38
3. "Glory of the Empire" – 10:27
4. "Biosfear"(Instrumental) – 5:22
5. "Silence from Angels Above" – 4:07
6. "Why Am I Here?" – 6:05
7. "The Prophecy" – 6:44
8. "The 1st Chapter" – 19:07

## Band
- Michael Eriksen - zanger
- Mats Haugen - gitarist
- Glen Cato Møllen - bassist
- Espen Storø - toetsenist
- Truls Haugen - drummer